# Ротан (Техас)
Ротан (англ. Rotan) — місто (англ. city) в США, в окрузі Фішер штату Техас. Населення — 1332 особи (2020).

## Географія
Ротан розташований за координатами 32°51′15″ пн. ш. 100°27′56″ зх. д. / 32.85417° пн. ш. 100.46556° зх. д. (32.854047, -100.465519).  За даними Бюро перепису населення США в 2010 році місто мало площу 5,24 км², уся площа — суходіл.

### Клімат
| Клімат : Ротан        | Клімат : Ротан | Клімат : Ротан | Клімат : Ротан | Клімат : Ротан | Клімат : Ротан | Клімат : Ротан | Клімат : Ротан | Клімат : Ротан | Клімат : Ротан | Клімат : Ротан | Клімат : Ротан | Клімат : Ротан | Клімат : Ротан |
| Показник              | Січ.           | Лют.           | Бер.           | Квіт.          | Трав.          | Черв.          | Лип.           | Серп.          | Вер.           | Жовт.          | Лист.          | Груд.          | Рік            |
| Середній максимум, °C | 13,9           | 16,7           | 21,7           | 26,7           | 30,6           | 33,9           | 35,6           | 35,0           | 30,6           | 26,1           | 19,4           | 14,4           | 25,6           |
| Середній мінімум, °C  | −0,6           | 1,1            | 5,0            | 10,0           | 15,6           | 19,4           | 21,7           | 20,6           | 17,2           | 11,1           | 5,0            | 0,0            | 10,6           |
| Норма опадів, мм      | 20             | 33             | 33             | 48             | 91             | 69             | 53             | 71             | 79             | 61             | 33             | 28             | 617            |
| --------------------- | -------------- | -------------- | -------------- | -------------- | -------------- | -------------- | -------------- | -------------- | -------------- | -------------- | -------------- | -------------- | -------------- |
| Джерело: Weatherbase  |                |                |                |                |                |                |                |                |                |                |                |                |                |

## Демографія
Згідно з переписом 2010 року, у місті мешкало 1508 осіб у 620 домогосподарствах у складі 428 родин. Густота населення становила 288 осіб/км².  Було 771 помешкання (147/км²).
Расовий склад населення:
| - 79,2 % — білих - 6,3 % — чорних або афроамериканців - 0,7 % — корінних американців - 0,5 % — азіатів - 10,2 % — осіб інших рас |

До двох чи більше рас належало 3,1 %. Частка іспаномовних становила 35,6 % від усіх жителів.
За віковим діапазоном населення розподілялося таким чином: 23,1 % — особи молодші 18 років, 55,4 % — особи у віці 18—64 років, 21,5 % — особи у віці 65 років та старші. Медіана віку мешканця становила 43,8 року. На 100 осіб жіночої статі у місті припадало 91,6 чоловіків;  на 100 жінок у віці від 18 років та старших — 90,0 чоловіків також старших 18 років.
Середній дохід на одне домашнє господарство  становив 43 992 долари США (медіана — 33 945), а середній дохід на одну сім'ю — 55 562 долари (медіана — 41 765). Медіана доходів становила 40 865 доларів для чоловіків та 27 321 долар для жінок. За межею бідності перебувало 23,8 % осіб, у тому числі 13,6 % дітей у віці до 18 років та 21,8 % осіб у віці 65 років та старших.
Цивільне працевлаштоване населення становило 707 осіб. Основні галузі зайнятості: освіта, охорона здоров'я та соціальна допомога — 30,7 %, сільське господарство, лісництво, риболовля — 12,2 %, виробництво — 12,0 %.